# 安東軍山
安東軍山（あんとうぐんざん）は、台湾の南投県仁愛郷と花蓮県万栄郷の境界部にある標高3,068mの山である。

## 概要
安東軍山は白石山と摩即山のほぼ中間の中央山脈に位置し、台湾百岳の中で94位だった。頂上部には、一等三角点が設置されている。